# Punta San Juan
La Punta San Juan es una saliente rocosa de la costa del Perú situada en el extremo sur de la bahía de San Juan, dentro del departamento de Ica. Se encuentra a unos 3 km de la ciudad de San Juan de Marcona. La punta San Juan es una de las áreas más ricas del litoral peruano desde el punto de vista de su fauna. Por tal motivo, en el 2009 la punta quedó protegida por ley dentro de la Reserva nacional Sistema de Islas, Islotes y Puntas Guaneras, una reserva natural que protege y conserva muestras representativas de la diversidad biológica de los ecosistemas marino-costeros del Perú.
La punta se caracteriza por sus abruptos acantilados de 30 metros de altura que dificultan el acceso, desde la parte alta, a las dieciocho playas que se forman a nivel de la rompiente. Sus playas concentran la mayor colonia de lobos marinos finos de la costa del Perú, se estima entre 5 mil a 8 mil ejemplares, mientras que el lobo marino chusco alcanza una población de 10 000 animales. Si bien estas cifras son variables a causa de los desplazamientos de los lobos marinos en su constante búsqueda de las áreas más apropiadas para establecerse y reproducirse, puede considerarse que es punta San Juan en donde estos animales han encontrado, por el momento, las condiciones más convenientes para su supervivencia.
Además de los lobos marinos, en esta reserva natural habita la mayor colonia de pingüinos de Humboldt —se estima que aquí se concentra más del cincuenta por ciento de la población total de esta especie en el Perú—, así como zarcillos y las tres principales especies de aves guaneras (pelicano peruano, cormorán guanay y piquero peruano). Mientras que los lobos se ubican en las playas y salientes rocosas, los pingüinos buscan la protección de las cavidades que se forman en las paredes de los acantilados y las aves reposan y anidan en las escarpadas laderas y en la meseta que se extiende en su parte más alta. Actualmente punta San Juan se ha convertido en un importante centro de observación y estudio de los lobos marinos y de los pingüinos de Humboldt.  
Esta natural distribución de las especies en el reducido territorio de la punta facilita una convivencia armónica entre ellas. Su concentración responde a la abundancia de especies marinas, sobre todo de peces, especialmente sardinas y anchovetas, producto de los afloramientos marinos frente a sus costas. Es de considerar que punta San Juan está delimitada por una muralla que la separa de la ciudad, es decir desde la marmolera hasta la playa Las Guaneras (cerca al faro). La punta es administrada por la entidad estatal Proabonos del Perú.